# 湯西川橋梁

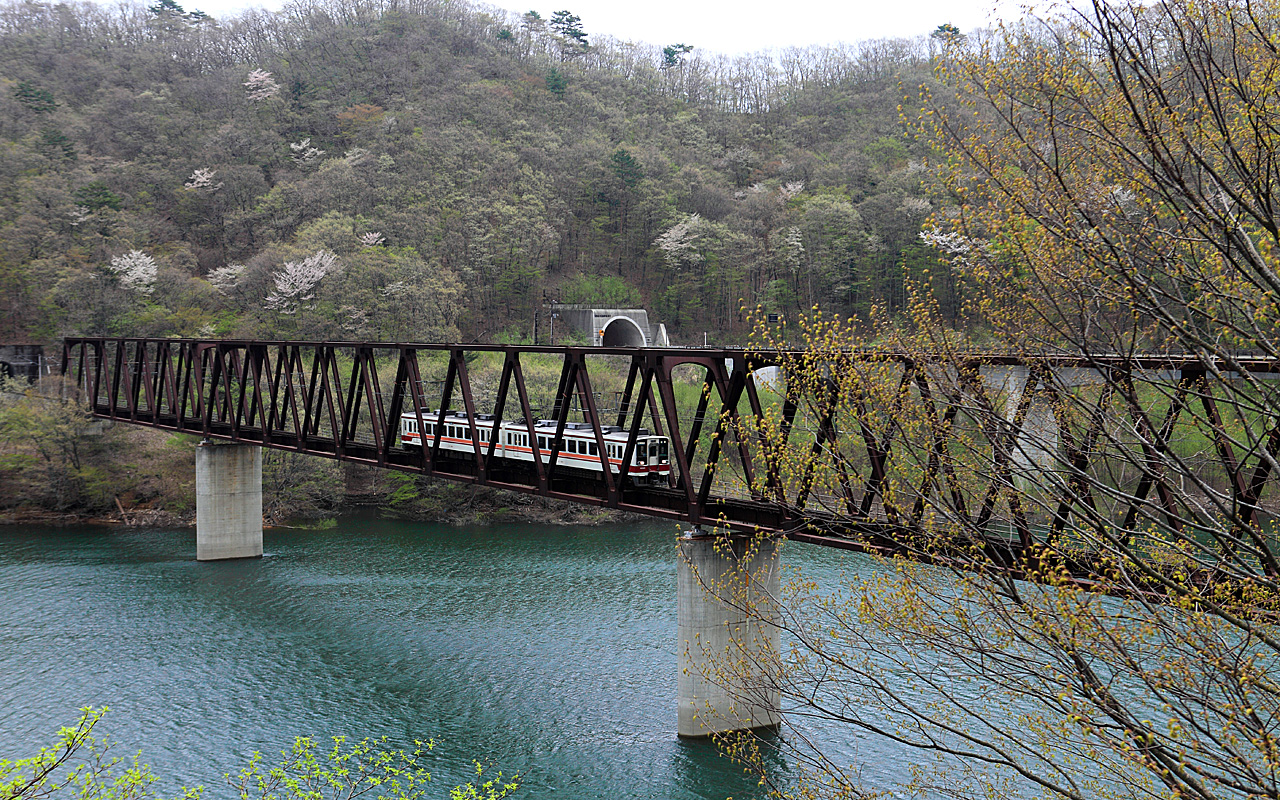
湯西川橋梁を渡る野岩鉄道6050系。

湯西川橋梁（ゆにしがわきょうりょう）は、栃木県日光市の湯西川（五十里湖）に架かる野岩鉄道会津鬼怒川線の鉄道橋である。五十里橋（いかりばし）とも呼ばれている。

## 概要
野岩鉄道会津鬼怒川線の建設工事に伴って1983年（昭和58年）に完成し、1986年（昭和61年）に供用開始した。湯西川温泉駅 - 中三依温泉駅間の利根川水系男鹿川（五十里湖）とその支流である湯西川との合流地点に架かる全長240mの橋梁である。高さは湯西川（五十里湖）の水面より約20mある。

## 構造
単線3径間連続下路式平行弦ワーレントラスの形式であり、横河橋梁製作所（現横河ブリッジ）製である。鋼材には、塗装を必要としない耐候性鋼材が採用されている。

## 周辺
- 五十里湖
- 赤夕大橋（五十里バイパス）
- 国道121号
- 栃木県道249号黒部西川線
- 道の駅湯西川 - 湯西川温泉駅に併設。
  - 日光市湯の郷湯西川観光センター

## ギャラリー

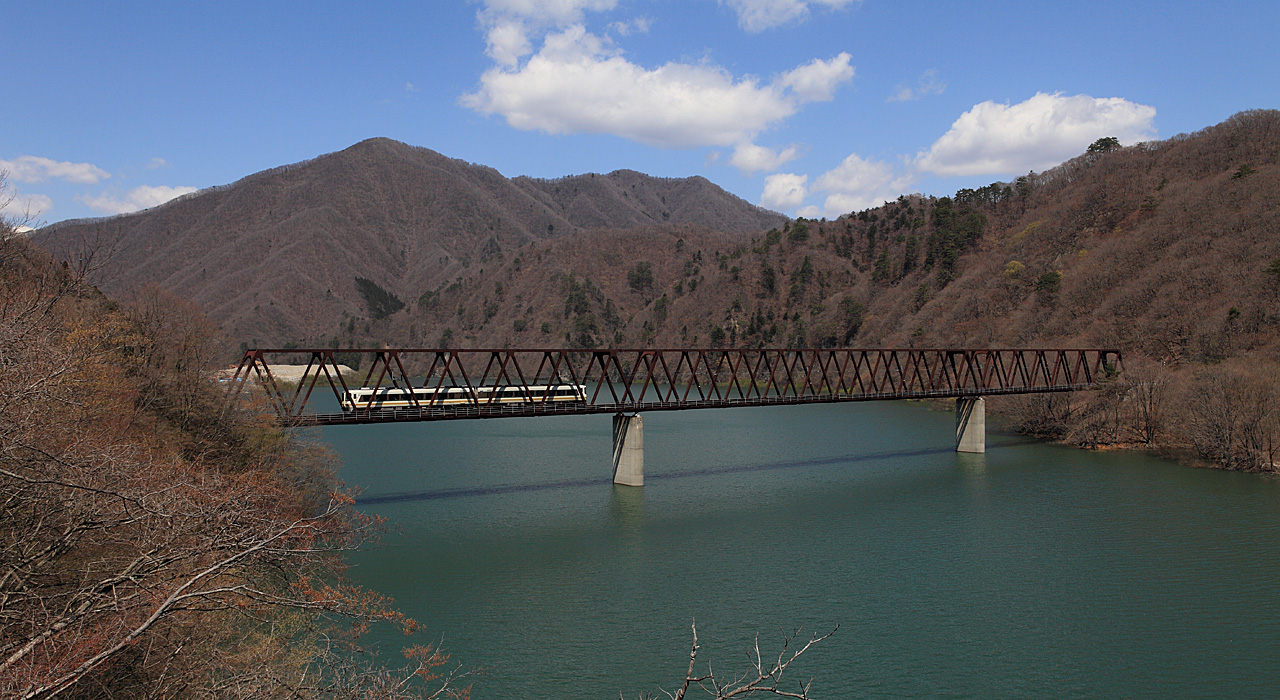
湯西川橋梁を渡る会津鉄道「AIZUマウントエクスプレス」
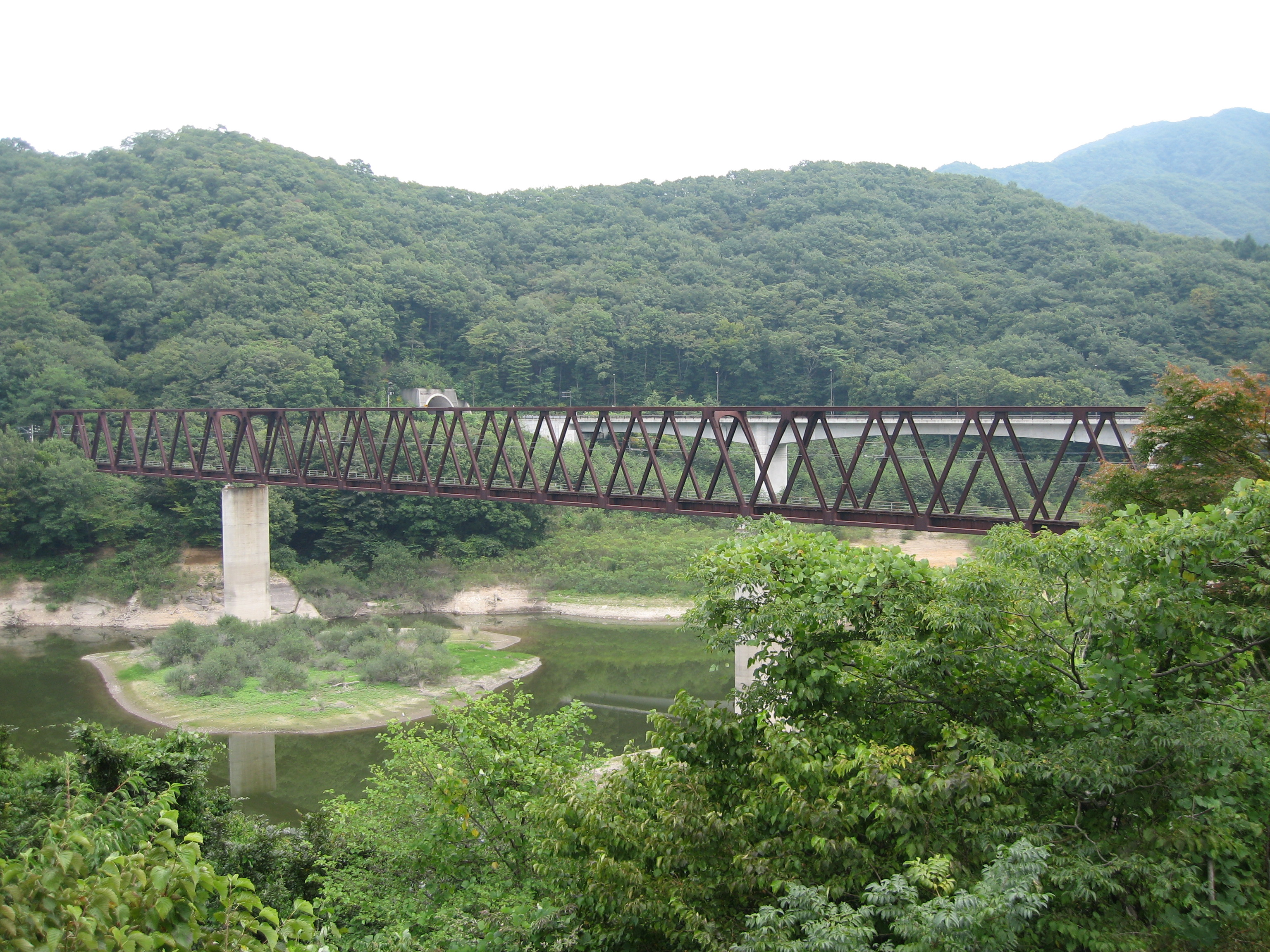
湯西川橋梁。奥は赤夕大橋（五十里バイパス）